# Edward Thwing
Pour les articles homonymes, voir Thwing.
Edward Thwing, né en 1565 à Haworth et mort exécuté à Lancaster le 26 juillet 1600 est un prêtre martyr catholique anglais accusé de trahison et exécuté sous le règne d'Elizabeth Ire. 

## Biographie
Né dans une famille qui comptait déjà un saint en la personne de saint Jean de Bridlington, nous le retrouvons sur le continent au début des années 1580 où il hésite entre se faire jésuite ou devenir prêtre diocésain. Il passe par le noviciat jésuite de Pont-à-Mousson mais renonce et continue sa formation de prêtre catholique au collège anglais de Douai alors délocalisé à Reims. Il y étudie de 1585 à 1587 avant de partir pour Rome où il poursuit ses études au collège anglais de la ville. Pour des raisons de santé il revient en France et pendant plusieurs années il est professeur d'hébreux et de grec ainsi que de rhétorique au collège anglais de Reims. Il est ordonné prêtre à Laon en 1590. De santé fragile il doit se soigner. Il passe un temps à Spa avant de revenir comme professeur au collège anglais de Douai à nouveau relocalisé dans la ville.
En 1597 il est volontaire pour la mission anglaise. Il s'embarque secrètement pour sa terre natale. Il est rapidement arrêté et enfermé dans le château de Wisbech (en), une prison pour les clercs comme lui. Les conditions de détention sont néanmoins peu strictes. Il peut sortir du château et recevoir des visites. Il reçoit aussi le soutien des catholiques locaux. En compagnie de Robert Nutter il décide finalement de s'enfuir. Ils se rendent dans le Lancashire. Pendant 3 ans ils réussissent à échapper à une nouvelle capture. En mai 1600 néanmoins il est arrêté et transférer au château de Lancashire. Il est jugé et reconnu coupable de haute trahison pour avoir été ordonné prêtre à l'étranger. Il subit la peine réservée aux traîtres à savoir pendaison, éviscération et écartèlement.

## Vénération
Déclaré bienheureux par Jean-Paul II en 1987 Edward Thwing est vénéré par l'Église catholique le 26 juillet. Il est l'un des quatre-vingt-cinq Quatre-vingt-cinq martyrs d'Angleterre et de Galles béatifié par ce pape. Il figure aussi dans la liste des martyrs de Douai.